# 張鳴岐
張 鳴岐（ちょう めいき、1875年 – 1945年9月）は、清末・中華民国の政治家。字は伯堅、号は韓斎。

## 事績
1894年（光緒20年）、甲午科挙人となる。1898年（光緒24年）、岑春煊の幕僚となり、その下で広西太平思順道尹や広西布政使を歴任した。1906年（光緒32年）に広西巡撫、1910年（宣統2年）に両広総督と昇進した。翌1911年4月23日、黄花崗起義に遭ったが張自身は命からがら脱出し、蜂起軍は清軍に鎮圧される。しかし、同年中の辛亥革命でまたしても革命派の攻撃に遭い、張は地位を捨てて逃亡した。
中華民国成立後の1913年（民国2年）10月24日、張鳴岐は広西民政長（後に巡按使）に任命された。1915年（民国4年）7月3日、広東巡按使に移り、12月21日、袁世凱の皇帝即位に併せて一等伯に特封されている。袁世凱死後は下野し、上海や天津などで長期間隠棲していた。
1942年（民国31年）3月30日、南京国民政府（汪兆銘政権）の華北政務委員会が諮詢会議を創設すると、張鳴岐は委員に就任した。実務的な権限を持たないとはいえ、政治の表舞台へ約26年ぶりに復帰したことになる。1944年（民国33年）5月19日の諮問会議においても、張は委員に再任された。
1945年（民国34年）9月、死去。享年71。

## 注
1. 1 2 3 4 5 6 7  章主編, 聞ほか編(1990)、458頁。
2. ↑  外務省情報部編(1928)、164頁は「海豊県」と記載しているが、これは無棣県の旧称である。
3. ↑  曹著、曹汝霖回想録刊行会編訳(1967)、39頁。
4. ↑  中華民国政府官職資料庫「姓名：張鳴岐」
5. ↑  外務省情報部編(1928)、164頁。
6. ↑  『時事年鑑 昭和18年版』時事通信社、1942年、545頁。
7. ↑  『同盟時事月報』8巻5号通号216号、1944年6月14日、同盟通信社、89頁。